# Михайлов, Николай (хоккеист)
Николай Михайлов (болг. Николай Михайлов, родился 19 февраля 1948 года) — болгарский хоккеист, игравший на позиции нападающего. Выступал за софийские клубы ЦСКА и «Левски». В составе сборной Болгарии — участник Зимних Олимпийских игр 1976 года, провёл 3 матча группового этапа и один квалификационный матч на Олимпиаде (все их Болгария проиграла). В игре против Австрии (2:6) отдал голевую передачу на Божидара Минчева, открывшего счёт в матче (3:36). В игре против Японии (5:7) забросил шайбу с передачи того же Минчева (27:11) и дважды удалился (11:28, 35:48). Участник чемпионатов мира в группе B в 1970 и 1976 годах и в группе C в 1969, 1971, 1973, 1974, 1975 и 1977 годах.